# Herakles

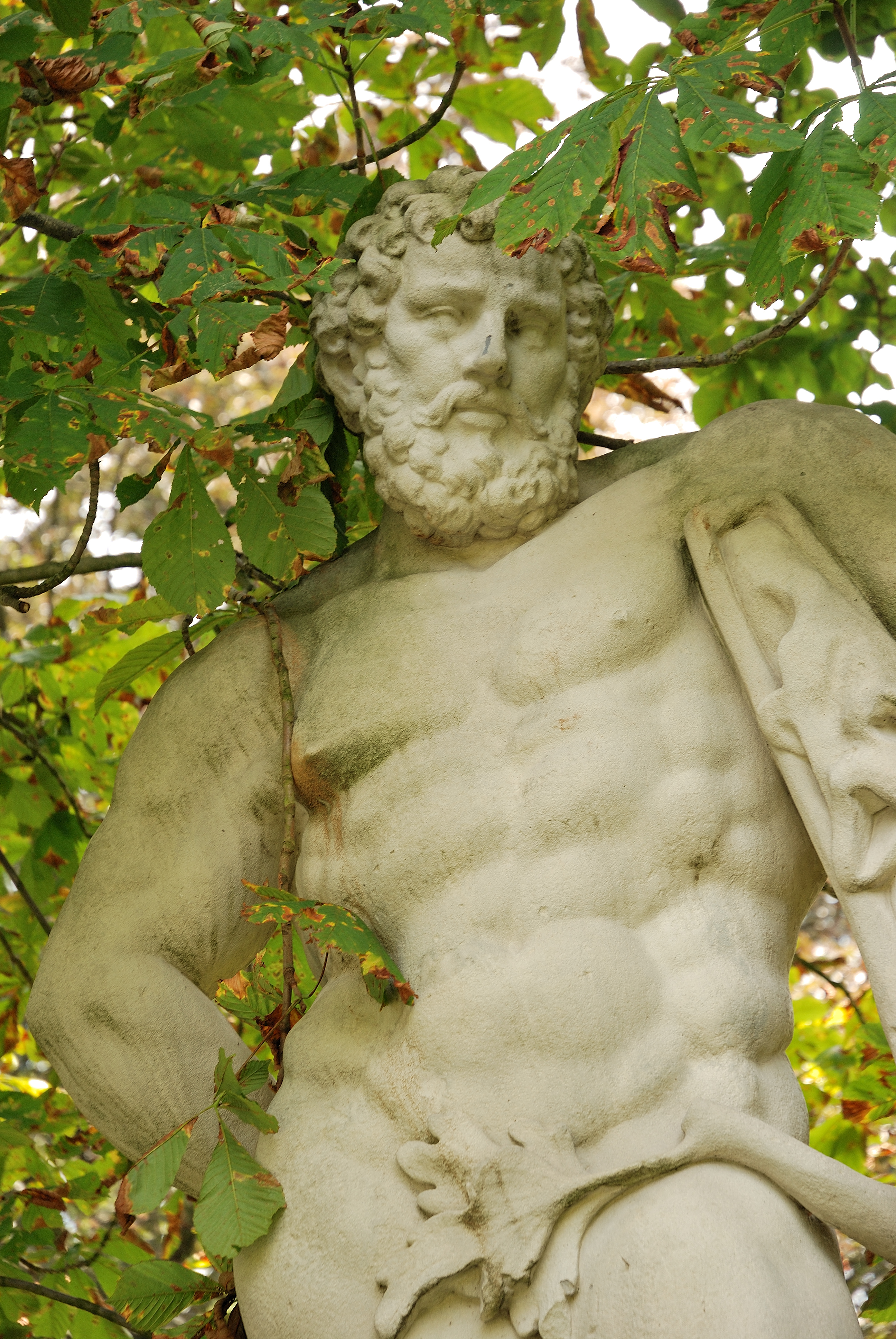
Posąg Heraklesa w Pałacu Nordkirchen

Herakles (gr. Ἡρακλῆς, trl. Hēraklēs, gr. Ἡρακλέης, trl. Hērakléēs, łac. Hercules), Alkides, Palajmon – w mitologii greckiej jeden z herosów, syn Zeusa i śmiertelniczki Alkmeny. Jego rzymskim odpowiednikiem był Herkules. Znany był z wielkiej siły, waleczności, męstwa, zapaśnictwa i umiejętności wojennych, zwłaszcza celnego strzelania z łuku. Lubiany przez Zeusa i Atenę, był prześladowany przez zazdrosną Herę.
Żonaty z Megarą, Dejanirą i Hebe.

## Pochodzenie i dzieciństwo
Oficjalnie Herakles był synem Alkmeny i Amfitriona, króla tebańskiego. W rzeczywistości jednak ojcem jego był Zeus, który spłodził Heraklesa przybierając postać męża Alkmeny. Tej samej nocy, wcześniej niż się tego spodziewano, powrócił z wyprawy wojennej Amfitrion. W rezultacie Alkmena poczęła bliźnięta. Drugie z nich, prawy syn króla, imieniem Ifikles, był śmiertelnikiem (syn jego, Jolaos, zostać miał w przyszłości bliskim przyjacielem herosa i woźnicą jego rydwanu).
Nienawiść, jaką żywiła Hera do Heraklesa – namacalnego dowodu małżeńskiej niewierności jej męża – była jednym z najistotniejszych elementów tragicznych wątków mitu bohatera.
Paradoksalnie, nieśmiertelność zawdzięczał Herakles jej właśnie, bowiem Zeus przystawił go w czasie snu Hery do jej piersi. Hera, zorientowawszy się w podstępie, odepchnęła niemowlę. To jednakże zdążyło napić się jej mleka, źródła wiecznego życia. Pozostała część pokarmu, rozlewając się, utworzyła Drogę Mleczną na niebie, a na ziemi białe lilie.
W dziesiątym miesiącu życia Heraklesa Hera postanowiła zabić nieprawe dziecię. Wpuściła wówczas do pokoju, w którym spało wraz z Ifiklesem, dwa ogromne węże. Jeden z nich oplótł i począł dławić Ifiklesa. Herakles, zbudzony krzykiem brata, chwycił jednego węża w jedną rękę, a drugiego w drugą, i udusił oba. Amfitrion, którego również zaalarmowało wołanie dziecka, wpadł do pokoju z mieczem w ręku po to, by już jedynie ujrzeć w rękach małego Heraklesa martwe ciała węży. Stało się dla niego jasne, że Herakles jest potomkiem boga. (Według innej wersji mitu, świadkiem czynu Heraklesa była opiekująca się nim niańka).
Pierwszym nauczycielem bliźniaków został śpiewak Linos. Podczas gdy Ifikles był uczniem zdyscyplinowanym i pojętnym, jego brat okazał się niesfornym do tego stopnia, iż Linos zmuszony był go łajać i karać. Któregoś dnia rozzłoszczony kolejnym strofowaniem Herakles rzucił w nauczyciela lirą, uśmiercając go. Choć oskarżony o zabójstwo półbóg zdołał ujść kary, w obawie przed gniewem i nadludzką siłą swego przybranego syna Amfitrion wysłał go na dalszą naukę na wieś.
Herakles kontynuował edukację pod okiem pasterza Teutarosa. Jemu to właśnie zawdzięczał swe nadzwyczajne umiejętności łucznicze. W poczet nauczycieli i mentorów Heraklesa zalicza się m.in. także samego Amfitriona, który wprawił go w powożenie rydwanem, Kastora szkolącego go w posługiwaniu się białą bronią oraz Eumolposa, nauczyciela muzyki.

## Pierwsze heroiczne czyny

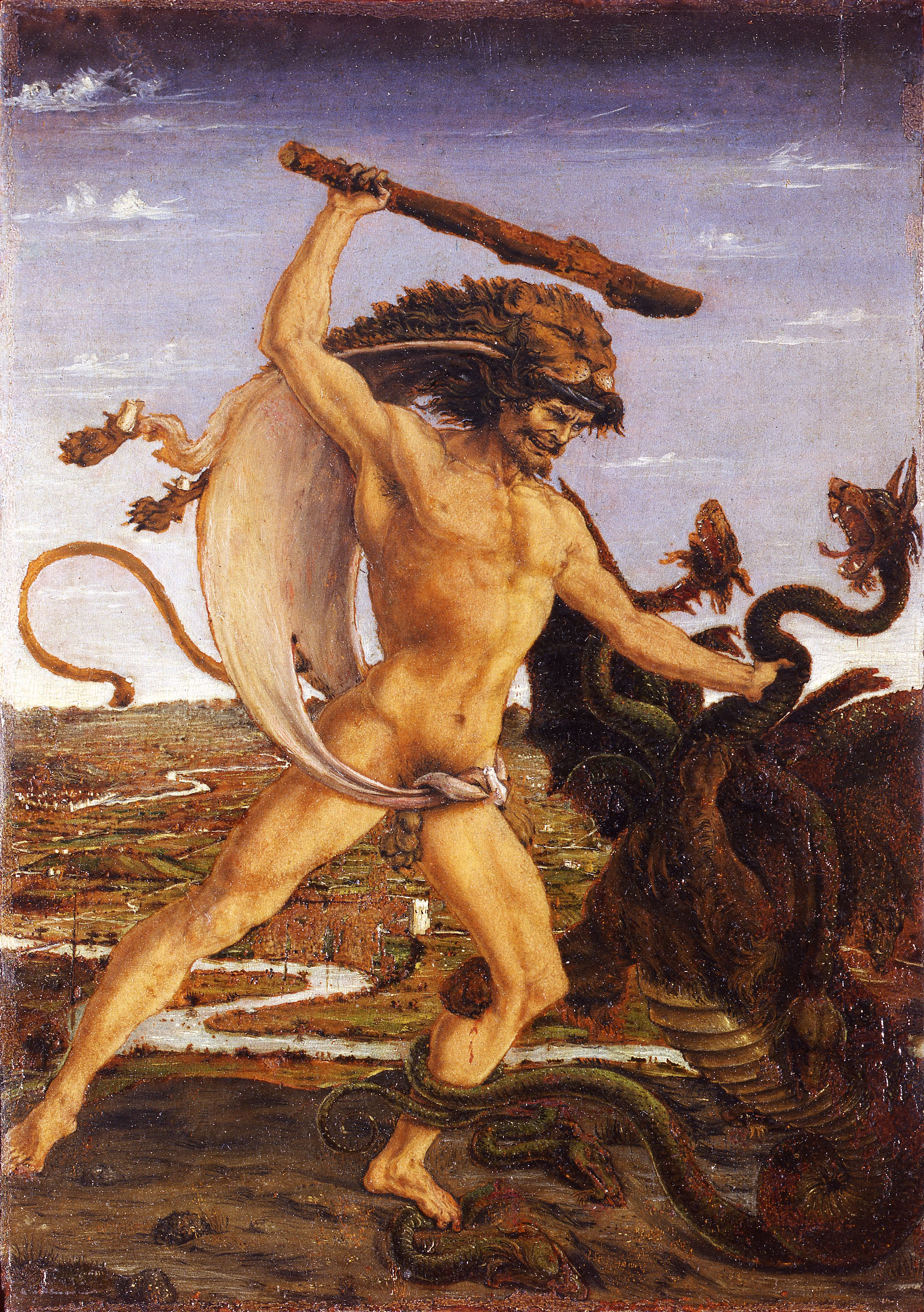
Walka Heraklesa z Hydrą lernejską

W wieku osiemnastu lat Herakles miał wzrost czterech łokci i jednej stopy. Dokonał wtedy swojego pierwszego (nie licząc uduszenia węży) heroicznego czynu. Zabił lwa w górach Kitajronu. Lew z Kitajronu był ogromny, siał spustoszenie na ogromnym terenie, ale głównie na terytorium króla Tespiosa. Herakles postanowił go zabić. W tym celu zamieszkał u Tespiosa. Za dnia polował na lwa, a noce spędzał u króla, który miał pięćdziesiąt córek – Tespiad i ani jednego syna. Umyślił więc sobie, że przynajmniej będzie miał wnuki. W tym celu rozkazał swoim córkom, aby co noc po kolei odwiedzały Heraklesa. W ten sposób Herakles stał się ojcem pięćdziesięciu synów. Pięćdziesiątego dnia zabił lwa i wrócił w swoje rodzinne strony.
Wracając spotkał wysłańców z Orchomenos, którzy udawali się do Teb po daninę. Herakles obciął im uszy i nosy. Doprowadziło to do wojny. W trakcie walk miał według tradycji zginąć jego ojczym Amfitrion, według innej zginął dopiero później. Za zasługi dla Teb król Kreon oddał Heraklesowi za żonę najstarszą córkę Megarę, a młodszą wydał za Ifiklesa. Herakles miał z nią kilkoro dzieci.
Pewnego dnia Hera zażądała, aby udał się na służbę do Eurysteusza. Gdy Herakles odmówił, zesłała na niego szaleństwo. W obłędzie Herakles zamordował kilkoro ze swoich dzieci. Według jednej tradycji narzędziem mordu był łuk, według innej miał dzieci powrzucać do ognia. Mordując swoje dzieci, zamordował także dwoje dzieci Ifiklesa. Ocknąwszy się z szału, zauważył, co zrobił, i chciał popełnić samobójstwo, jednakże Tezeusz odwiódł go od tego zamiaru, a Herakles porzucił Megarę. Swego rodzaju pokutą miała być służba u Eurysteusza. Na jego polecenie miał wykonać 10 prac (dwie nie zostały zaliczone, przez co musiał wykonać ich 12). Hera podsuwając pomysły Eurysteuszowi, starała się wymyślić dla herosa tak trudne zadania, aby ten podczas ich wykonywania zginął.

## 12 prac Heraklesa
1. Zabicie lwa nemejskiego.
2. Zgładzenie hydry lernejskiej.
3. Schwytanie łani kerynejskiej.
4. Schwytanie dzika erymantejskiego.
5. Oczyszczenie stajni Augiasza.

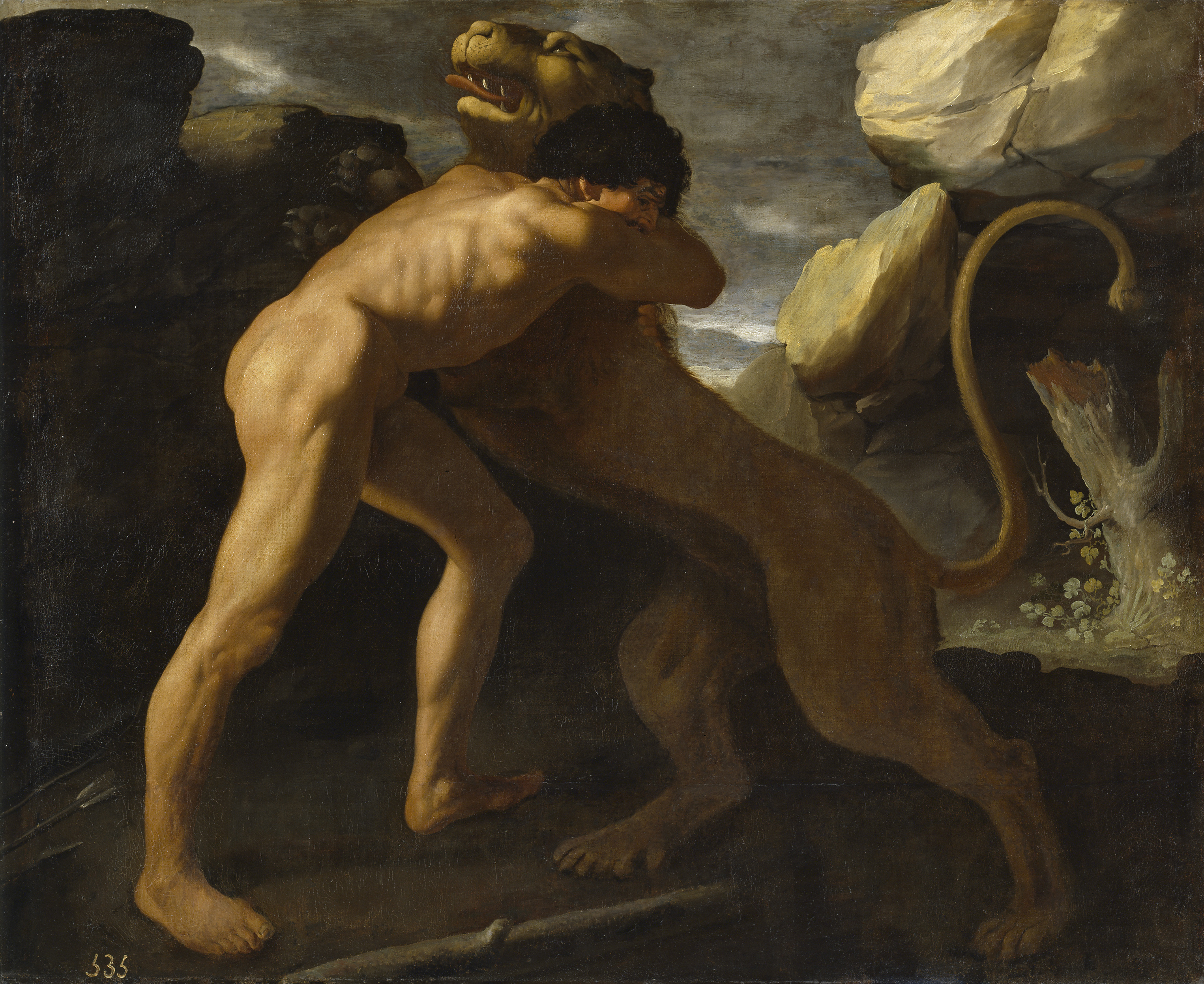
Herkules walczący z lwem nemejskim – obraz Francisco de Zurbarána

6. Przepędzenie ptaków stymfalijskich.
7. Schwytanie byka kreteńskiego.
8. Schwytanie klaczy Diomedesa.
9. Zdobycie pasa królowej Amazonek Hippolity.
10. Uprowadzenie wołów Gerionesa.
11. Przyniesienie złotych jabłek z ogrodu Hesperyd.
12. Sprowadzenie Cerbera z Hadesu.

## Wyprawy Heraklesa
- Troja

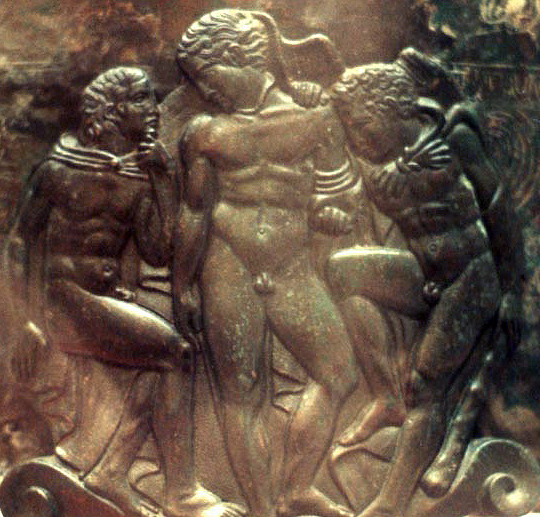
Herakles, Eros i Jolaos.
Waza etruska (odlew z brązu, IV w. p.n.e.)

Herakles odwiedził Troję, gdy wracał z kraju Amazonek, przybył tam w momencie, gdy córkę króla Troi Laomedona Hezjone miał pożreć smok przysłany przez Posejdona. Herakles podjął się zabić smoka za klacze, które otrzymał król Troi od Zeusa. Herakles smoka zabił, zapłaty nie dostał. Obiecał, że wróci do Troi i zemści się za zniewagę. Okazja ta nadarzyła się po wykonaniu 12 prac. Herakles najechał Troję, zdobył miasto, a króla zastrzelił z łuku.
- wyprawa do Elidy

Augiasz odmówił Herosowi obiecanej zapłaty za sprzątnięcie stajni. Herakles zwołał rzeszę ochotników i udał się po swoją zapłatę. W pierwszej wyprawie wziął udział także jego brat Ifikles. Przeciwko Heraklesowi Augiasz wystawił wojsko pod dowództwem swoich bratanków Molionidów, którzy rozbili wojska Heraklesa, a także śmiertelnie ranili Ifiklesa. Herakles wycofał się i przygotował zasadzkę na Molionidów, którzy udawali się na igrzyska istmijskie. Zabił ich i przeprowadził drugą wyprawę na Elidę. W wyniku tej wyprawy zdobył Elidę, zabił Augiasza, a na tronie Elidy osadził syna Augiasza Fyleusa. Po wyprawie Herakles ustanowił igrzyska olimpijskie oraz wyznaczył w Olimpii święty krąg.
- wyprawa na Pylos

Przyczyny wyprawy są bardzo zagmatwane. Według jednych mitów przyczyną był udział króla Pylos Neleusa w wojnie, w której zginął ojczym Heraklesa. Według innych miał król Pylos ukraść Heraklesowi część stad Geriona. Kulminacyjnym punktem wyprawy była walka z Periklymenosem, który posiadał dar przemieniania się w zwierzęta. W czasie walki Periklymenos przybierał postacie orła, węża i innych. W pewnym momencie przybrał postać pszczoły, Atena zauważyła to i przekazała informację Heraklesowi, który pszczołę po prostu zgniótł w palcach. W bitwie brali udział także inni bogowie, których podobno miał ranić Herakles. M.in.: Hera miała otrzymać postrzał strzałą w pierś, Aresa miał zranić włócznią w udo. Herakles wygrał bitwę, zabił Neleusa i jego dzieci, oszczędzając Nestora.
- wyprawa na Spartę

Wojnę ze Spartą rozpoczął ponieważ ród rządzący wówczas w Sparcie wspierał Neleusa w walce przeciwko Heraklesowi. Zebrał on w Arkadii armię, która zaatakowała Spartę. W czasie walki miał według niektórych mitów zginąć jego brat Ifikles. Walka ze Spartanami była ciężka i zaciekła, rany odniósł także Herakles, ale mimo to udało mu się pokonać Spartan i na tronie osadził sprzymierzonego z nim Tyndareosa.

## Inne czyny Heraklesa
Najbardziej znane czyny:
- Folos i centaurowie

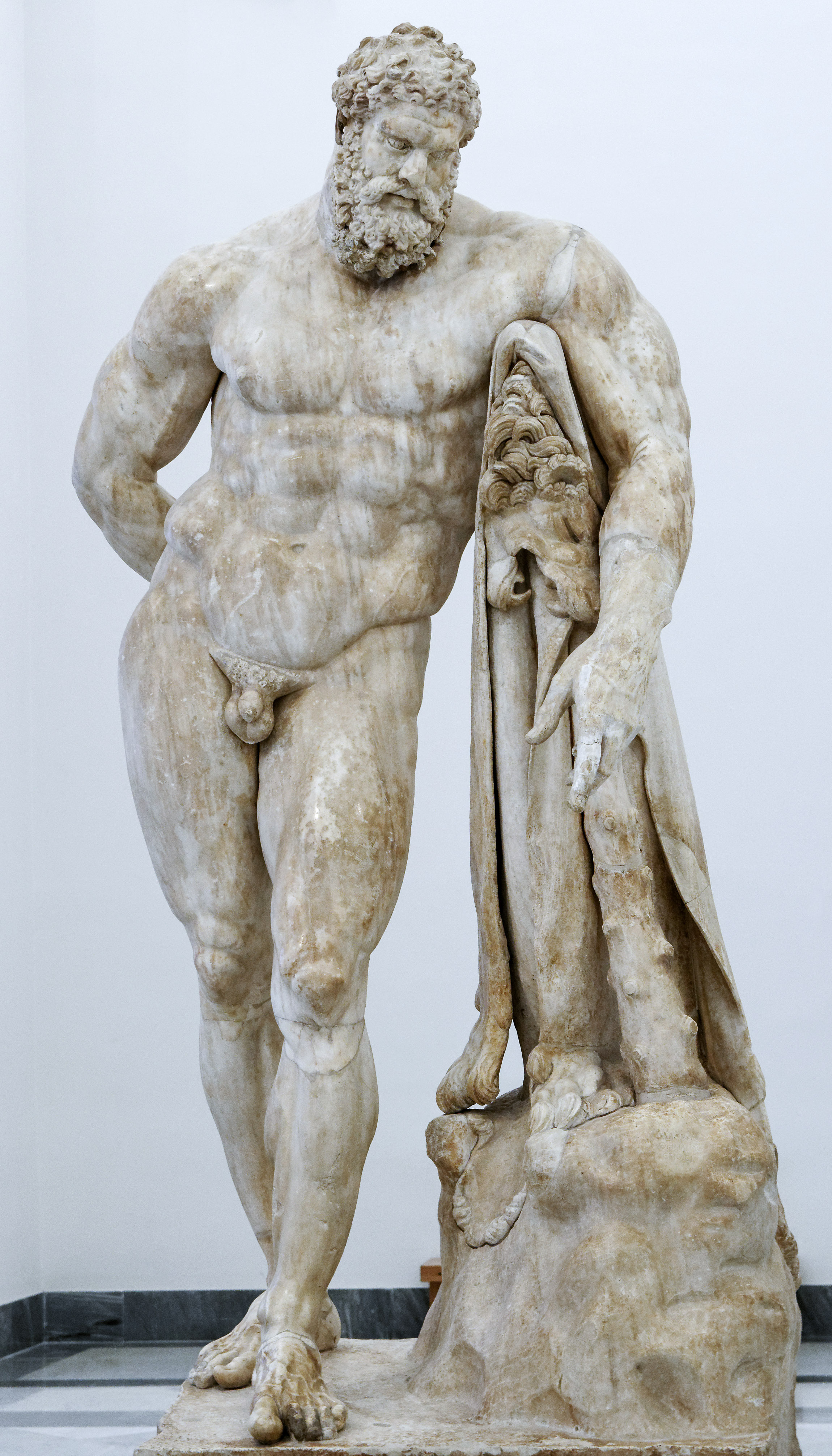
Herakles Farnezyjski, Narodowe Muzeum Archeologiczne w Neapolu

Podczas polowania na dzika erymantejskiego, Herakles dotarł w okolice, gdzie mieszkali centaurowie, a wśród nich centaur imieniem Folos. Folos poczęstował Heraklesa wszelkiego rodzaju mięsiwem. Po posiłku Herakles postanowił napić się wina. Folos stwierdził, że ma dzban wina, który podarował mu Dionizos, ale nie wolno mu go otwierać. Mimo to Herakles otworzył dzban i zaczął pić. Na zapach wina zbiegli się inni centaurowie, będący bardzo oburzeni tym, że Herakles pije wino podarowane im przez samego Dionizosa. Doszło do walki, w trakcie której zginęło 12 centaurów, a część z pozostałych zostało rannych. Po bitwie przypadkowo ginie Folos, który sam zranił się śmiertelnie strzałą Heraklesa.
- Eurytion

Mit ten jest związany z mitem o stajniach Augiasza. Herakles przybył do miasta Olenos, w którym rządził król Deksamenos. Przybywa on w momencie, kiedy mają odbyć się zaręczyny córki króla zwanej Hippolyte lub Mnesimache z mieszkańcem Arkadii Azanem. Na uroczystość został zaproszony także centaur Eurytion, który próbował porwać i zgwałcić córkę króla. Herakles widząc co się dzieje zaatakował centaura i go zabił ocalając dziewczynę.
Druga wersja tego mitu opowiada, że jadąc do Augiasza Herakles uwiódł córkę króla Olenosa. W czasie, gdy pracował u Augiasza o rękę tej dziewczyny miał się starać centaur Eurytion. Wracając po wykonaniu pracy u Augiasza Herakles miał zabić rywala i poślubić dziewczynę. Tą dziewczyną miała być Dejanira.
- Busiris

Mit ten jest związany z wyprawą po złote jabłka. Busiris był królem Egiptu, wielkim okrutnikiem, gdyż mordował wszystkich cudzoziemców przejeżdżających przez jego państwo. Pojmał także Heraklesa, który był w drodze po złote jabłka. Herakles miał być złożony w ofierze na ołtarzu, gdy zorientował co się dzieje zabił Busirisa i jego syna Ifidamasa.
- Prometeusz

Przechodząc przez Kaukaz zastrzelił z łuku sępa (według innych wersji orła), który wyjadał wątrobę Prometeuszowi oraz uwolnił go z więzów. Zamiast Prometeusza do Hadesu dobrowolnie poszedł Chiron (Chejron), zraniony wcześniej przez Heraklesa.

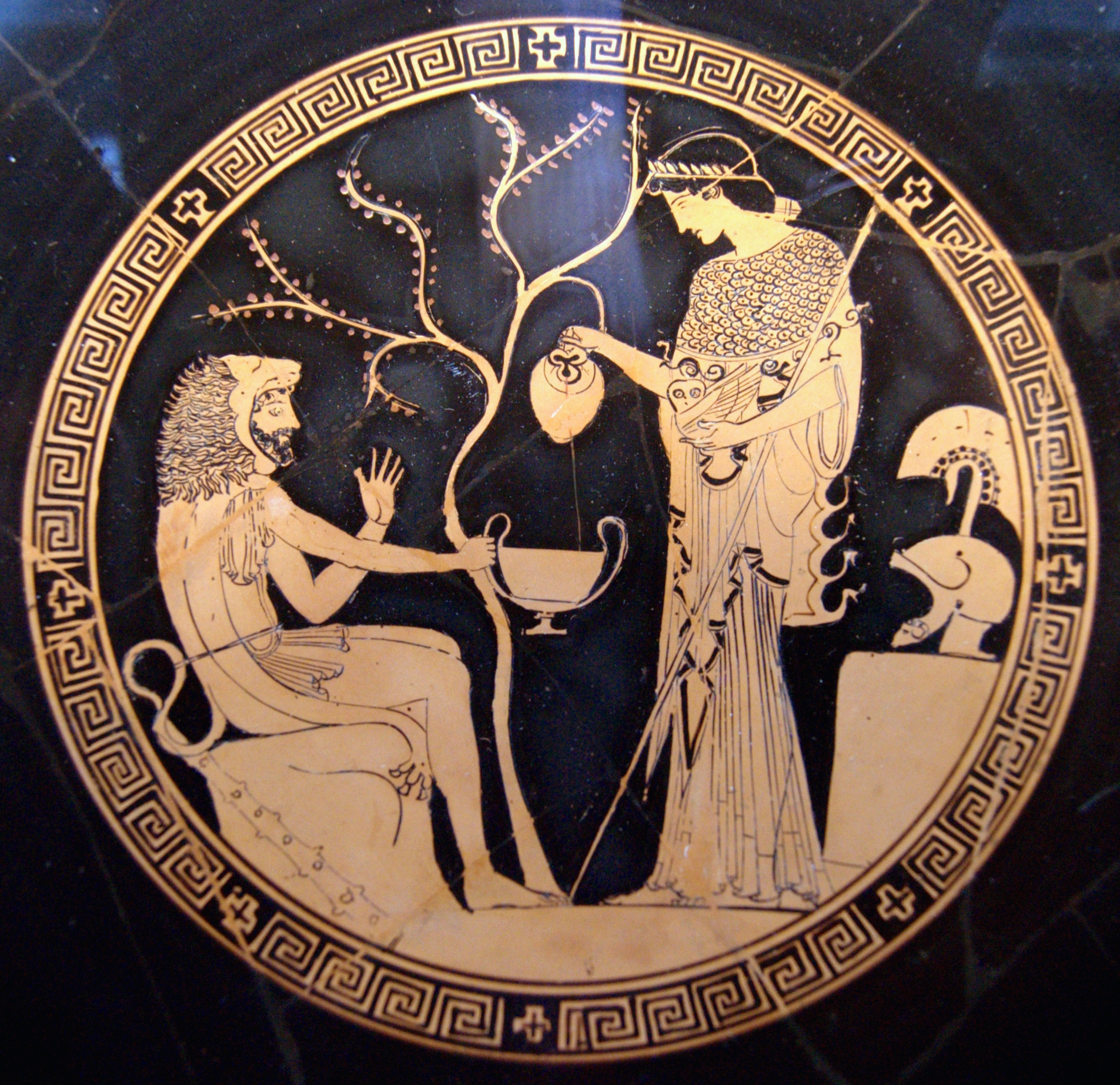
Atena i Herakles

## Ostatnie lata życia i śmierć Heraklesa
Mity opowiadające ostatnie lata życia Heraklesa są ściśle związane z postacią Dejaniry. Po poślubieniu Dejaniry Herakles postanowił prowadzić spokojne życie u boku swojej ukochanej małżonki, ale nie było mu dane zaznać spokoju. Mieszkał początkowo z nią w Kalidonie u teścia króla Ojneusa. Pewnego dnia przypadkowo zabił Eunomosa, syna króla Architelesa, który był zaprzyjaźniony z Ojneusem. Eunomos był zaufanym sługą Ojneusa, król i ojciec wybaczyli Heraklesowi zabójstwo, ale on gnębiony wyrzutami sumienia postanowił opuścić Kalidon. Udał się na wygnanie razem z całą swoją rodziną. W czasie wędrówki dotarł nad rzekę Euenos. Tam centaur Nessos pracował jako przewoźnik. Nessos najpierw przewiózł przez rzekę Heraklesa, a potem miał przewieźć jego żonę. W drodze Nessos próbował porwać Dejanirę, słysząc jej wołanie o pomoc Herakles wystrzelił z łuku strzałę zatrutą krwią Hydry, która przeszyła serce centaura. Ten umierając poradził Dejanirze, że gdyby Herakles przestał ją kochać, to może ona przywrócić jego miłość przy pomocy napoju miłosnego sporządzonego z krwi umierającego centaura. Pewnego dnia Dejanira dochodzi do wniosku, że Herakles przestaje ją kochać. Postanawia więc sporządzić napój miłosny i nie wiedząc jak go podać Heraklesowi, wpada na pomysł, by nasączyć nim szatę. Herakles niczego nie podejrzewając, założył podarowaną przez Dejanirę szatę. Ta pod wpływem ciepła ciała przylgnęła do ciała Heraklesa i zaczęła go palić żywym ogniem. Oszalały z bólu Herakles, próbował ją zerwać z siebie, ale sukno przylgnęło tak mocno, że zdzierając je, zdzierał płatami swoje ciało. Dejanira widząc co zrobiła, popełniła samobójstwo. Herakles tymczasem postanowił zabić się. W tym celu na górze Ojta wzniósł ogromny stos drzewa, na który wszedł, ale nikt nie chciał go podpalić. Dopiero po namowach dokonał tego Filoktet. Gdy stos już płonął, rozległ się grzmot i Herakles na obłoku dostał się na Olimp, do siedziby bogów, gdzie poślubił boginię Hebe.

## Potomstwo Heraklesa
Heraklesowi przypisywane jest bardzo liczne potomstwo. Według mitów klasycznych miał mieć on prawie siedemdziesięcioro dzieci. Z czasem ich liczba znacznie wzrosła ponieważ prawie każdy region Grecji chciał chlubić się którymś z potomków Heraklesa.
- Z córkami Tespiosa – 50 synów: Antileon, Hippeus, Trepsippas, Eumenes, Kreon, Astyanaks, Lobes, Polylaos, Archemachos, Laomedont, Eurykapys, Eurypylos, Antiades, Onesippos, Laomenes, Teles, Entelides, Hippodromos, Teleutagoras, Kapylos, Olympos, Nikodromos, Kleolaos, Eurytras, Homolippos, Atromos, Keleustanor, Antifos, Alopios, Astybies, Tigasis, Leukones, Archedikos, Dynastes, Mentor, Amestrios, Lykajos, Halokrates, Falias, Ojstrobles, Euryopes, Buleus, Antimachos, Patroklos, Nefos, Erasippos, Lykurgos, Bukolos, Leukippos, Hippozygos
- Z Megarą: Terimachos, Dejkoon, Kreontiades
- Z Astyoche: Tlepolemos
- Z Partenope: Eueres
- Z Epikaste: Testalos
- Z Chalkiope: Tessalos
- Z Auge: Telefos
- Z Dejanirą: Hyllos, Glenos, Onites (lub Hodites), Makaria
- Z Omfale: Achelles (lub Agelaos), Tyrsenos
- Z Astydajmeją: Ktesippos
- Z Autonoe: Palajmon
- Z Medą: Antiochos
- Z Echidną: Agatyrsosa, Gelonosa i Skytesa

## Herakles w kulturze
Herakles był znany ze swej wielkiej siły. Lecz jak mówi powiedzenie:
- Nec Hercules contra plures – nawet Herkules nie poradzi przeciw wielu

Do postaci Heraklesa i jednej z jego prac nawiązuje również opera Vivaldiego – Ercole su'l Termodonte.